# Actacarus
Actacarus (лат.) — род морских тромбидиформных клещей семейства Halacaridae из надотряда Acariformes.

## Описание
Морские клещи микроскопических размеров. Длина тела от 140 мкм до 360 мкм. Ламеллы на лапках отсутствуют. Гнатосома длиннее своей ширины. Из четырех пар ног две передние обращены вперед, а две — назад. Относительно короткие ноги имеют шесть сегментов. Тело слабо склеротизовано. Дорзум с 6 парами щетинок. Псаммобионты, обнаружены в приливных зонах, в глубину до 400 м.

## Классификация
Включает около 25 видов. Род входит в состав подсемейства Actacarinae Viets, 1939.
- Actacarus angustus
- Actacarus arabius
- Actacarus australis
- Actacarus bacescui
- Actacarus chelonis
- Actacarus clipeolatus
- Actacarus cornutus
- Actacarus festivus
- Actacarus giganteus
- Actacarus hastatus
- Actacarus illustrans
- Actacarus karoensis
- Actacarus latus
- Actacarus minor
- Actacarus mollis
- Actacarus nanus
- Actacarus obductus
- Actacarus octosetus
- Actacarus pacificus
- Actacarus ponticus
- Actacarus pygmaeus
- Actacarus sinensis
- Actacarus spinosus
- Actacarus uniscutatus